# Cerodontha honshuensis
Cerodontha honshuensis este o specie de muște din genul Cerodontha, familia Agromyzidae, descrisă de Henry Wetherbee Henshaw în anul 1989. Conform Catalogue of Life specia Cerodontha honshuensis nu are subspecii cunoscute.